# Mistrovství Československa v cyklokrosu
Mistrovství Československa v cyklokrosu se konalo v letech 1952 až 1992.
V letech 1952-54 se jezdil intervalový závod (časovka). A od r. 1955 se startuje hromadně. V letech 1961 v Třebíči a 1968 v Mladé Boleslavi byly mistrovství pořádány jako mezinárodní a oba vyhráli závodníci bývalé NDR. V roce 1991 a 1992 byl závod rozdělen na kategorie profesionálů a amatérů.

## Přehled

### 1952-1990
| Rok     | Místo           | Zlato              | Stříbro            | Bronz              |
| MR 1952 | Jihlava         | Vlastimil Růžička  | Stanislav Čapek    | Kamil Huňáček      |
| MR 1953 | Liberec         | Jan Veselý         | Vlastimil Růžička  | M. Málek           |
| MR 1954 | Třebíč          | Jan Veselý         | J. Nouza           | Vlastimil Růžička  |
| MR 1955 | Český Brod      | Karel Bouška       | Josef Křivka       | J. Nouza           |
| MR 1956 | Třebíč          | Karel Bouška       | Josef Skořepa      | Kamil Huňáček      |
| MR 1957 | Třebíč          | František Jursa    | Kamil Huňáček      | A. Chod            |
| MR 1958 | Třebíč          | Karel Bouška       | František Jursa    | Antonín Šváb       |
| MR 1959 | Třebíč          | Karel Bouška       | František Jursa    | A. Havel           |
| MR 1960 | Třebíč          | Karel Bouška       | František Jursa    | A. Havel           |
| MR 1961 | Třebíč          | Jaroslav Kvapil    | Jaroslav Antoš     | Jan Hušek          |
| MR 1962 | Mladá Boleslav  | Jaroslav Antoš     | Karel Bouška       | Karel Bučko        |
| MR 1963 | Bratislava      | Jaroslav Antoš     | Ondřej Gažo        | Jaroslav Poláček   |
| MR 1964 | Praha           | Jaroslav Antoš     | Daniel Gráč        | Ondřej Gažo        |
| MR 1965 | Zlín            | Jaroslav Antoš     | K. Muller          | Daniel Gráč        |
| MR 1966 | Petřvald        | Jan Hanzl          | Jaroslav Antoš     | Jaroslav Kolář     |
| MR 1967 | Česká Lípa      | Jaroslav Antoš     | K. Beránek         | Jan Hanzl          |
| MR 1968 | Mladá Boleslav  | Břetislav Souček   | Pavel Krejčí       | Karel Hasoň        |
| MR 1969 | Teplice         | Pavel Krejčí       | Hynek Kubíček      | Jiří Murdych       |
| MR 1970 | Mladá Boleslav  | Pavel Krejčí       | Hynek Kubíček      | Jiří Murdych       |
| MR 1971 | Praha           | Vojtěch Červínek   | Pavel Krejčí       | Jiří Murdych       |
| MR 1972 | Praha           | Vojtěch Červínek   | Miloš Fišera       | Jiří Murdych       |
| MR 1973 | Mladá Boleslav  | Miloš Fišera       | Vojtěch Červínek   | Jiří Kvapil        |
| MR 1974 | Brno            | Vojtěch Červínek   | Miloš Fišera       | Jiří Murdych       |
| MR 1975 | Bojnice         | Vojtěch Červínek   | Jiří Mikšík        | Jiří Murdych       |
| MR 1976 | Mladá Boleslav  | Vojtěch Červínek   | Jaroslav Komoň     | Miloš Fišera       |
| MR 1977 | Brno            | Miloš Fišera       | Vojtěch Červínek   | Jiří Kvapil        |
| MR 1978 | Nový Bor        | Miloš Fišera       | Jiří Kvapil        | Jaroslav Komoň     |
| MR 1979 | Praha           | Miloš Fišera       | Jiří Kvapil        | Petr Klouček       |
| MR 1980 | Rožmitál        | Petr Klouček       | Jiří Kvapil        | Václav Pochop      |
| MR 1981 | Plzeň           | Miloš Fišera       | František Klouček  | Jiří Sosnovec      |
| MR 1982 | Mladá Boleslav  | Petr Klouček       | František Klouček  | Ladislav Šulc      |
| MR 1983 | Kolín           | Miloslav Kvasnička | Petr Klouček       | Radomír Šimůnek    |
| MR 1984 | Tábor           | Radomír Šimůnek    | Petr Klouček       | Miloslav Kvasnička |
| MR 1985 | Banská Bystrica | František Klouček  | Miloslav Kvasnička | Ondrej Glajza      |
| MR 1986 | Beroun          | Ondrej Glajza      | Peter Hric         | Petr Klouček       |
| MR 1987 | Mladá Boleslav  | František Klouček  | Petr Klouček       | Roman Kreuziger    |
| MR 1988 | Plzeň           | Ondrej Glajza      | Radomír Šimůnek    | Karel Camrda       |
| MR 1989 | Žatec           | Karel Camrda       | Ondrej Glajza      | Peter Hric         |
| MR 1990 | Tábor           | František Klouček  | Peter Hric         | Miloslav Kvasnička |

### 1991-1992
| Rok     | Místo          | Kategorie      | Zlato           | Stříbro           | Bronz              |
| MR 1991 | Mladá Boleslav | profesionálové | Radomír Šimůnek | Karel Camrda      | Peter Hric         |
| MR 1991 | Mladá Boleslav | amatéři        | Radovan Fořt    | Pavel Camrda      | Miloslav Kvasnička |
| MR 1992 | Hlinsko        | profesionálové | Radomír Šimůnek | Peter Hric        | Pavel Elsnic       |
| MR 1992 | Hlinsko        | amatéři        | Pavel Elsnic    | Stanislav Bambula | František Klouček  |

## Medaile
| Poř.  | Jméno             | Zlato | Stříbro | Bronz | celkem |
| ----- | ----------------- | ----- | ------- | ----- | ------ |
| 1     | Miloš Fišera      | 5     | 2       | 1     | 8      |
| 2 - 3 | Jaroslav Antoš    | 5     | 2       | 0     | 7      |
| 2 - 3 | Vojtěch Červínek  | 5     | 2       | 0     | 7      |
| 4     | Karel Bouška      | 5     | 1       | 0     | 6      |
| 5     | František Klouček | 3     | 2       | 1     | 6      |
| 6     | Radomír Šimůnek   | 3     | 1       | 0     | 4      |
| 7     | Petr Klouček      | 2     | 3       | 2     | 7      |
| 8     | Pavel Krejčí      | 2     | 2       | 0     | 4      |